# Objektivt predikativ
Objektivt predikativ är en satsdel som kongruerar med det direkta objektet. Det objektiva predikativet kan utgöras av en adjektivfras, en nominalfras, en prepositionsfras eller en subjunktionsfras; i de båda sistnämnda fallen kan frasen innehålla såväl adjektiv som substantiv. 
Exempel:
- Filmen gjorde honom uttråkad. (Filmen=subjekt, gjorde=predikat, honom=direkt objekt, uttråkad=objektivt predikativ)
- Folket valde honom till president (Folket=subjekt, valde=predikat, honom=direkt objekt, till president=objektivt predikativ)

Objektivt predikativ är alltså, i likhet med subjektivt predikativ men till skillnad från predikativt attribut, en satsdel som omfattas av predikatets valens. Liksom vid subjektivt predikativ rör det sig om en begränsad grupp verb. De vanligaste verben som kräver objektivt predikativ är kalla (för), anse (som), beteckna / betrakta som, välja / utse / utropa / döpa till.  